# Kārlis Lasmanis
Kārlis Lasmanis (født 8. april 1994 i Ventspils) er en lettisk basketballspiller som deltog i de olympiske lege 2020.